# Песси и Иллюзия (балет)
Песси и Иллюзия (фин. Pessi ja Illusia) — балет по сказке «Песси и Иллюзия» финского писателя Юрьё Кокко на музыку финского композитора Ахти Соннинена в хореографии Ирьи Коскинен.

## История
Балет был постален в 1952 году хореографом Ирьей Коскинен. В качестве либретто использована сказка финского писателя Юрьё Кокко «Песси и Иллюзия». Музыку для балета написал композитор Ахти Соннинен.
Премьера балета-сказки состоялась во время гастролей Финского национального балета, которые в течение многих лет под руководством директора Финской национальной оперы Альфонса Алми проходили в летнее время по всей Финляндии. В качестве солистов были задействованы ведущие финские танцовщицы Май-Лис Раяла и Дорис Лайне. Вскоре балет стал одним из самых популярных национальных балетов.